# Фінал Кубка Іспанії з футболу 1941
Фінал Кубка Іспанії з футболу 1941 — футбольний матч, що відбувся 29 червня 1941 року. У ньому визначився 39-й переможець кубка Іспанії.

## Шлях до фіналу
| Валенсія          | Валенсія  | Валенсія                 | Раунд        | Еспаньйол          | Еспаньйол | Еспаньйол                                       |
| ----------------- | --------- | ------------------------ | ------------ | ------------------ | --------- | ----------------------------------------------- |
| Суперник          | Результат | Матчі                    |              | Суперник           | Результат | Матчі                                           |
| -                 | -         | -                        | Третій раунд | Жирона             | 7–3       | 1–1 на виїзді; 6–2 вдома                        |
| Атлетік (Більбао) | 4–3       | 1–2 на виїзді; 3–1 вдома | 1/8 фіналу   | Барселона          | 6–4       | 2–1 на виїзді; 4–3 вдома                        |
| Севілья           | 9–3       | 8–1 вдома; 1–2 на виїзді | 1/4 фіналу   | Леванте Хімнастіко | 3–0       | 0–0 вдома; 0–0 на виїзді; 3–0 (нейтральне поле) |
| Сельта            | 6–1       | 2–1 на виїзді; 4–0 вдома | 1/2 фіналу   | Реал Сосьєдад      | 8–2       | 6–0 вдома; 2–2 на виїзді                        |

## Подробиці
| 29 червня 1941 |

| Валенсія                 | 3:1      | Еспаньйол          |
| ------------------------ | -------- | ------------------ |
| Мундо 9', 25' Асенсі 64' | Протокол | Теруель 74' (пен.) |

| Нуево Чамартин, Мадрид Глядачів: 23 000 Арбітр: Едуардо Ітурральде |

|  |  |

| В             |  | Піо Бау                 |
| З             |  | Хуан Рамон Сантьяго (к) |
| З             |  | Альваро Перес Васкес    |
| ПЗ            |  | Леле                    |
| ПЗ            |  | Вісенте Сьєрра          |
| ПЗ            |  | Іносенсіо Бертолі       |
| Н             |  | Гільєрмо Горостіса      |
| Н             |  | Вісенте Асенсі          |
| Н             |  | Мундо                   |
| Н             |  | Амадео Ібаньєс          |
| Н             |  | Епіфаніо Фернандес      |
| Тренер:       |  |                         |
| Рамон Енсінас |  |                         |

| В                 |  | Хосе Тріас         |
| З                 |  | Хосе Маріскаль (к) |
| З                 |  | Хосе Касас         |
| ПЗ                |  | Феліш Льїмос       |
| ПЗ                |  | Антоніо Фабрегас   |
| ПЗ                |  | Рамон Сельма       |
| Н                 |  | Ернесто Галобарт   |
| Н                 |  | Вісенте Ернандес   |
| Н                 |  | Анхель Кальво      |
| Н                 |  | Габріель Хорхе     |
| Н                 |  | Росендо Ернандес   |
| Тренер:           |  |                    |
| Хосе Планас Артес |  |                    |